# Amanda Lawrence
Amanda Lawrence, all'anagrafe Amanda Jones (Torbay, 1971) è un'attrice britannica, attiva in campo teatrale, televisivo e cinematografico.
È nota soprattutto come interprete teatrale e ha recitato a Londra in diverse opere di Shakespeare, tra cui Enrico VIII, Cimbelino, La tempesta e Amleto. Nel 2017 ha interpretato l'Angelo nella produzione del Royal National Theatre di Angels in America diretta da Marianne Elliott e con Nathan Lane ed Andrew Garfield nel cast; nel 2018 debutta a Broadway in Angels in America.

## Filmografia

### Cinema
- 28 settimane dopo (28 Weeks Later), regia di Juan Carlos Fresnadillo (2007)
- Incontrerai l'uomo dei tuoi sogni (You Will Meet a Tall Dark Stranger), regia di Woody Allen (2010)
- Tamara Drewe - Tradimenti all'inglese (Tamara Drewe), regia di Stephen Frears (2010)
- Womb, regia di Benedek Fliegauf (2010)
- The Lady - L'amore per la libertà (The Lady), regia di Luc Besson (2011)
- Turner (Mr. Turner), regia di Mike Leigh (2014)
- Suffragette, regia di Sarah Gavron (2015)
- Pan - Viaggio sull'isola che non c'è (Pan), regia di Joe Wright (2015)
- La verità negata (Denial), regia di Mick Jackson (2016)
- Star Wars - Gli ultimi Jedi (Star Wars: The Last Jedi), regia di Rian Johnson (2017)
- Ritorno al Bosco dei 100 Acri (Christopher Robin), regia di Marc Forster (2018)
- Star Wars - L'ascesa di Skywalker (Star Wars: The Rise of Skywalker), regia di J. J. Abrams (2019)
- Club Zero, regia di Jessica Hausner (2023)

### Televisione
- Casualty – serie TV, 1 episodio (2004)
- Afterlife - Oltre la vita (Afterlife) – serie TV, 2 episodi (2006)
- Hotel Babylon – serie TV, 1 episodio (2006)
- Doctor Who – serie TV, 1 episodio (2007)
- Doctors – soap opera, 1 puntata (2007)
- L'ispettore Barnaby (Midsomer Murders) – serie TV, episodio 14x08 (2012)
- Mr Selfridge – serie TV, 7 episodio (2014)
- Enfield - Oscure presenze (The Enfield Haunting) – serie TV, 2 episodi (2015)
- Padre Brown (Father Brown) – serie TV, episodio 8x09 (2020)
- Ludwig – serie TV, episodio 1x03 (2024)

## Doppiatrici italiane
- Paola Giannetti in Ritorno al Bosco dei 100 Acri
- Francesca Vettori in Enfield - Oscure presenze
- Irene Di Valmo in Star Wars: Gli ultimi Jedi
- Daniela Di Giusto in Suffragette
- Tiziana Avarista in Club Zero